# بنك التنمية المحلية
بنك التنمية المحلية هو بنك تجاري جزائري تأسس عام 1985.

## التاريخ
تم إنشاء بنك التنمية المحلية في 30 أبريل 1985.
في يوليو 2018 قام بنك التنمية المحلية بإطلاق بطاقة ماستركارد التي تجعل من الممكن على وجه الخصوص إجراء عمليات شراء عبر الإنترنت وإجراء عمليات الدفع والسحب الدولية بالعملة الأجنبية.

## الهياكل
يمتلك بنك التنمية المحلية حالياً شبكة من 155 وكالة عبر الجزائر.

## الروابط الخارجية
- الموقع الرسمي لبنك التنمية المحلي